# Psalteria tironiana
Tironische Psalter (lat. Psalteria tironiana) sind in stenographischen Zeichen geschriebene Psalterien. Der mittelalterliche Lesende kannte den lateinischen Psalter (Psalterium Gallicanum) auswendig, das Psalterium tironianum diente somit als Lehrbuch für die antike Kurzschrift (die tironischen Noten).

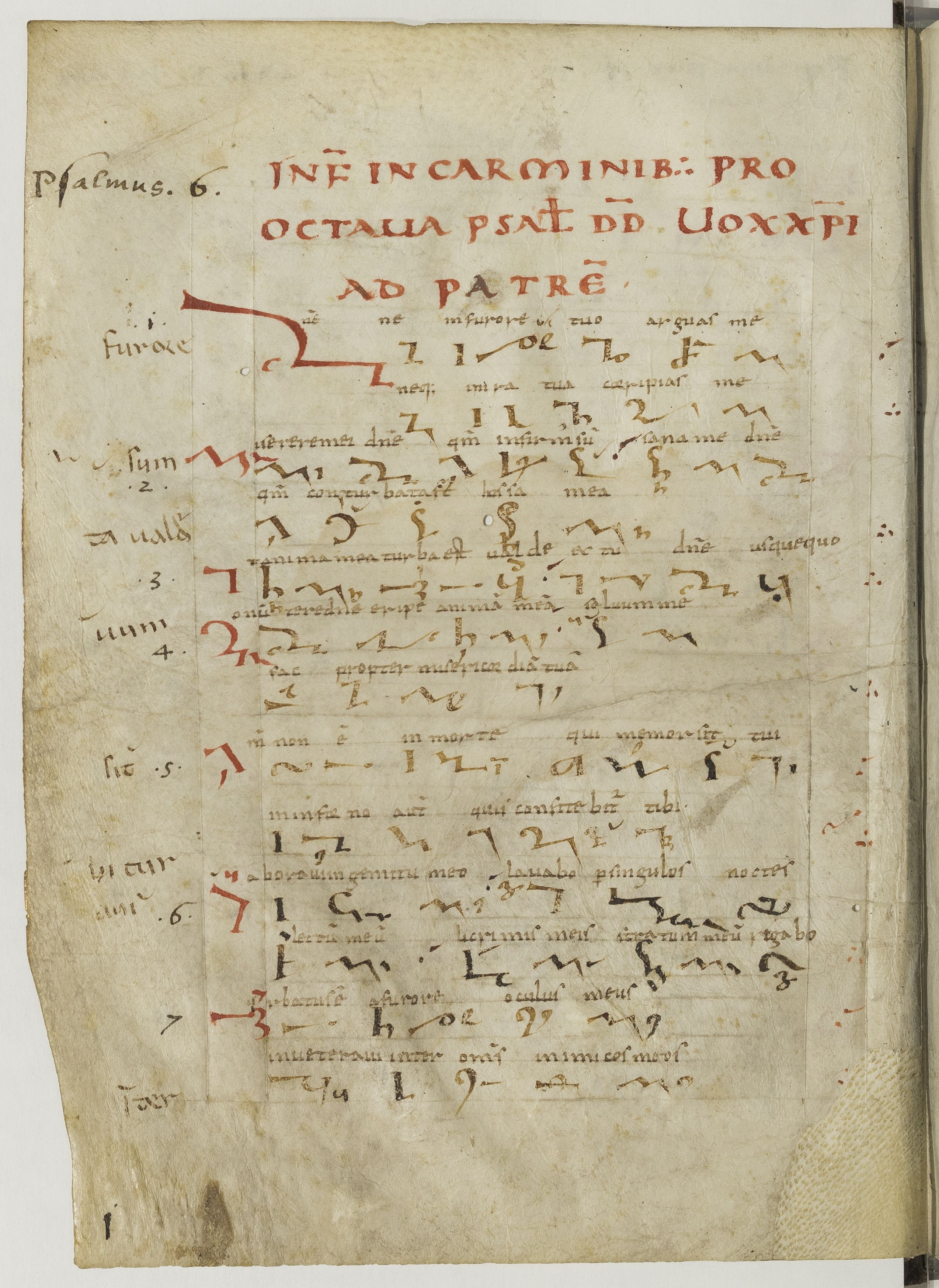
Tironisches Psalterium (Paris, Bibliothèque nationale, lat. 13160, fol. 1v) mit Psalm 6 in Kurzschrift mit interlinearen Ergänzungen in Alphabetschrift.

Es sind sieben tironische Psalter aus dem 9. Jahrhundert überliefert, sie stehen für die Bemühungen der karolingischen Bildungsreform und der ‚Wiederbelebung‘ der tironischen Noten in dieser Zeit. Dank der Standardisierung stellen die Psalteria einen großen Vorteil dar: durch die Vermittlung in den (Kloster-)Schulen sind die Noten einheitlicher und lesbarer geworden.
Generell werden die Psalteria tironiana in der Forschung kaum berücksichtigt, obwohl sie als Neuübertragung zur Lehrzwecken die umfangreichste karolingische Innovation auf dem Gebiet der Kurzschrift sein dürften.
Die Edition einer dieser Handschriften (Wolfenbüttel, HAB, Cod. Guelf.13 Aug.4°) ist im Kern eine Abzeichnung von 1885, die nicht ganz fehlerfrei ist.